# Organografia
Organografia – dział botaniki łączący dwie dziedziny wiedzy: anatomię oraz morfologię roślin, zajmujący się badaniem budowy, ukształtowania, rozmieszczenia i rozwoju narządów (organów) roślinnych oraz ich funkcji.
Z morfologii roślin jako osobna nauka została wyodrębniona w 1930 roku przez K. Goebla.